# General Zuazua
General Zuazua là một đô thị thuộc bang Nuevo León, México. Năm 2005, dân số của đô thị này là 6985 người.